# Oxaenanus prunalis
Oxaenanus prunalis är en fjärilsart som beskrevs av George Francis Hampson 1896. Oxaenanus prunalis ingår i släktet Oxaenanus och familjen nattflyn. Inga underarter finns listade i Catalogue of Life.